# Smrk Wilsonův
Smrk Wilsonův (Picea wilsonii) je druh jehličnatého stromu původem z Číny.

## Popis
Jedná se o strom, který dorůstá až 50 m výšky a průměru kmene až 130 cm. Borka je šedavá, v dospělosti nepravidelně rozpraskaná do šupin. Větvičky mají žluto zelenou až žluto šedou barvu, později jsou světle šedé až hnědošedé, lysé, vzácně zpočátku pýřité. Jehlice jsou na průřezu široce kosočtverečné, asi 0,8–1,3 cm dlouhé a asi 1,2–1,7 mm široké, na vrcholu špičaté. Samičí šišky jsou jako nezralé zelené, za zralosti bledě hnědé až žlutohnědé, vejčitě podlouhlé, za zralosti asi 5–8 cm dlouhé a asi 2,5–4 cm široké. Šupiny samičích šišek jsou za zralosti obvejčité, asi 14–17 mm dlouhé a asi 10–14 mm široké, horní okraj zaokrouhlený, špičatý nebo uťatý. Semena mají křídla asi 8–11 mm dlouhá.

## Rozšíření
Picea wilsonii je přirozeně rozšířen v Číně, a to v provinciích Kan-su, Che-pej, Chu-pej, Vnitřní Mongolsko, Čching-chaj, Šen-si, Šan-si, S’-čchuan.

## Ekologie
Roste v horských lesích v nadmořských výškách 1400-2800 m n. m.